# Waleed Jahdali
Waleed Abd Raboh Al Jahdali (Gedda, 1º giugno 1982) è un calciatore saudita, difensore dell'Al-Orobah.

## Caratteristiche tecniche
È un difensore centrale.

## Carriera

### Club
Comincia a giocare all'Al-Ahli. Nel 2006 si trasferisce all'Al-Shabab. Nel 2007 torna all'Al-Ahli. Nel 2011 passa all'Al-Shabab. Nel 2014 viene acquistato dall'Al-Orobah.

### Nazionale
Ha debuttato in Nazionale nel 2004. Ha partecipato, con la Nazionale, alla Coppa d'Asia 2007. Ha collezionato in totale, con la maglia della Nazionale, 18 presenze.